# إنسان الغاب
إنسان الغابة أو الإنسان الوحشي أو الماياس أو السِّعلاة أو السِّعلاء (الجمع: سَعَالي) أو أورانجوتان (بالإنجليزية: Orangutan)‏ هو أحد القردة العليا التي لا تمتلك ذيلاً وموطنه إندونيسيا وهي من أنواع القرود متوسطة الحجم وتقضي معظم وقتها على الأشجار في الغابات الكثيفة. والأورانجوتان كلمة ملاوية تعني إنسان الغاب فكلمة أورانج تعني الإنسان وكلمة أوتان تعني الغابة، لأنه يشبه البشر ووجهه تبدو عليه بعض التعبيرات البشرية كالتفكير مثلا ويحرك شفتيه بأشكال مختلفة يعتقد إنها طريقة للاتصال، نسبة التشابه الجيني بين إنسان الغاب والإنسان العاقل حوالي 97% مما يجعله أحد أشبه القردة بالبشر. إن أيدي إنسان الغابة طويلة حيث يبلغ طولها ثمانية أقدام وهي تصل إلى رسغ القدم عندما تقف معتدلة، وتساعدها أيديها لتتأرجح من غصن إلى غصن. ولا يمكنها أن تسير بشكل جيد على الأرض.
يعيش إنسان الغابة حياة اجتماعية متماسكة قياديا، ويزيد الذكر على الأنثى في الحجم بمعدل مرتين من حيث الثقل. حيث يزن الذكر 77 كجم وتزن الأنثى 37 كجم، ويبلغ طوله أربعة أقدام بينما تبلغ الأنثى نصف هذا الطول. وتتميز حركته من أرجحة الأذرع إلى تعليق أنفسهم بالاذرع والأرجل معا. وينمو للذكر في فترة البلوغ وسائد خديه Cheek Pads التي تبرز أو تمتد أماما بما يشبه المئمه Blinkers (تكون على جانبي عين الجواد لينظر إلى الامام). ووجهه مفلطح وبأذرع أطول وأقوى من الأرجل وتن كلًا من الإبهام، الأصبع الكبير للقدم قصيران بدرجة كبيرة مع غياب الظفر فيهما. ويتغذى رئيسيا على الفواكه كالمانجو والتين وأيضا الحشرات كالنمل والنحل وأحيانا يتناول أوراق الأشجار وفروعها ويعيش في الغابات الممطرة الاستوائية وجزيرتي سومطرة وبورنيو.
وتأكل الأعشاب والطيور وبيض الطيور. يبقى إنسان الغابة الصغير قرب والديه، وتؤرجح الصغار أنفسها على الأشجار قرب القردة الكبيرة، ويمسك إنسان الغابة الأم بيدي طفلها الصغير وتنظر طويلاً وبعناية إلى وجهه وهي تعرف طفلها بشكل جيد، وتكون صابرة مع صغارها.
لهذه القردة أجسام كبيرة ذات شعر بني محمر ولها رأس كبير ورقبة سميكة ولا ذيل لها ولها أذرع طويلة قوية تصل إلى كواحلها عندما تقف وتساعدها أذرعها على التسلق والترجح بالأشجار وأيديها وأقدامها معقوفة لتساعدها على الإمساك بالأغصان بسهولة.
إنسان غاب سومطرة هو أكثر أنواع إنسان الغاب عرضة للخطر: له فراء أحمر ووجه على شكل ماسة وهي تعيش في غابات ومستنقعات المناطق المدارية في شمال سومطرة وإندونيسيا.
إنسان غاب بورنيو: يوجد هذا النوع من القردة فقط في الغابات المدارية ونصف المدارية الرطبة ذات الورق العريض في جزيرة بورنيو وإندونيسيا وتتغذى على البراعم والفواكه ولحاء الأشجار والأوراق والأزهار والحشرات والبيض والحيوانات الصغيرة.
إن إنسان الغاب هو النوع الوحيد الباقي من فصيلة البونجو الفرعية المعروفة بالبشرانيات الآسيوية، والتي تباعدت وراثيًا عن البشر الآخرين (الغوريلا والشمبانزي والبشر ) بين 19.3 و 15.7 مليون سنة مضت.
وهو أكثر أنواع القردة العليا شجرية، يقضي إنسان الغاب معظم وقته في الأشجار. لديهم أذرع طويلة وأرجل قصيرة نسبيًا، وشعر بني محمر يغطي أجسادهم. يبلغ وزن الذكور البالغين حوالي 75 كجم (165 رطلاً) ، بينما تصل الإناث إلى حوالي 37 كجم (82 رطلاً). يطور الذكور البالغون المهيمنون حواف خد أو حواف مميزة ويقومون بإجراء مكالمات طويلة تجذب الإناث وترهب المنافسين؛ لا يشبه الذكور المرؤوسون الأصغر سنًا الإناث البالغات. إن إنسان الغاب هو أكثر القردة العليا انعزالً وخجلاً: فالروابط الاجتماعية تحدث في المقام الأول بين الأمهات ونسلهن المعالين. الفاكهة هي أهم عنصر في النظام الغذائي لإنسان الغاب. ولكنهم يأكلون أيضا النباتات واللحاء والعسل والحشرات وبيض الطيور. يمكنهم العيش لأكثر من 30 عامًا ، سواء في البرية أو في الأسر.
يعتبر إنسان الغاب من بين أكثر الرئيسيات ذكاءً . يستخدمون مجموعة متنوعة من الأدوات المتطورة ويبنون أعشاشًا للنوم متقنة كل ليلة من الفروع وأوراق الشجر. تمت دراسة قدرات تعلم القردة على نطاق واسع. قد تكون هناك ثقافات مميزة داخل السكان. ظهر إنسان الغاب في الأدب والفن منذ القرن الثامن عشر على الأقل، لا سيما في الأعمال التي تعلق على المجتمع البشري. كان عالم الرئيسيات بيروت جالديكاس رائد الدراسات الميدانية للقردة، وقد تم الاحتفاظ بها في منشآت أسيرة حول العالم منذ أوائل القرن التاسع عشر على الأقل.
تعتبر جميع أنواع إنسان الغاب الثلاثة مهددة بالانقراض. تسببت الأنشطة البشرية في انخفاض حاد في عدد السكان والنطاقات. تشمل التهديدات التي تتعرض لها مجموعات إنسان الغاب البرية الصيد الجائر (لحوم الطرائد والانتقام من استهلاك المحاصيل )، وتدمير الموائل وإزالة الغابات ( لزراعة زيت النخيل وقطع الأشجار )، والاتجار غير المشروع بالحيوانات الأليفة. العديد من منظمات الحفظ وإعادة التأهيل مكرسة لبقاء إنسان الغاب في البرية.

## التسمية

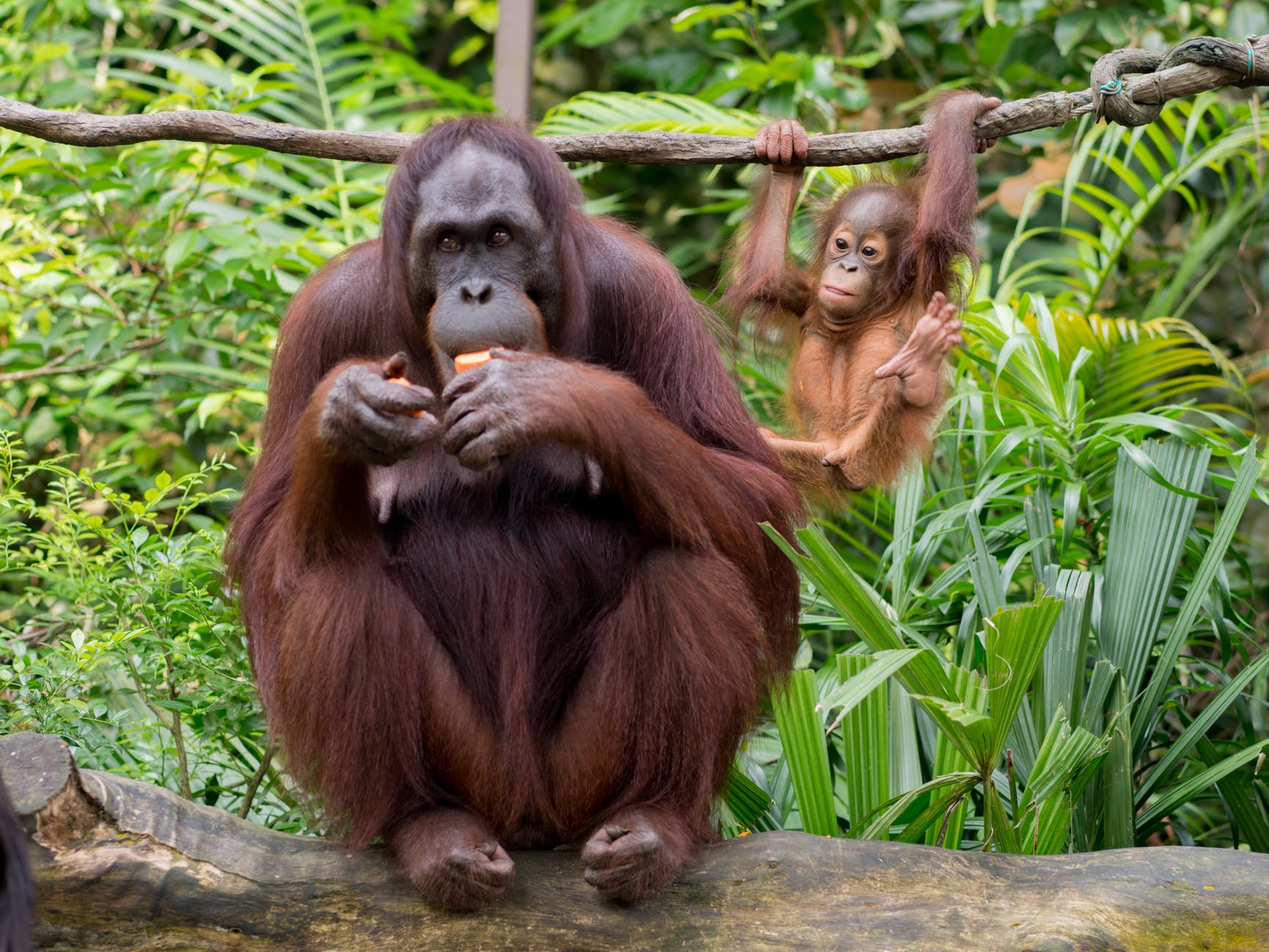
إنثي إنسان الغاب تأكل بجانب طفلها يتسلق.

اسم "أورانغوتان" مشتق من الكلمات الملاوية أوارنج التي تعني "الشخص" و وتان وتعني "الغابة".  استخدم السكان المحليون الاسم في الأصل للإشارة إلى البشر الذين يعيشون في الغابات، ولكن الكلمة خضعت لتوسيع دلالي لتشمل القردة من جنس البونجو في مرحلة مبكرة من تاريخ الملايو.

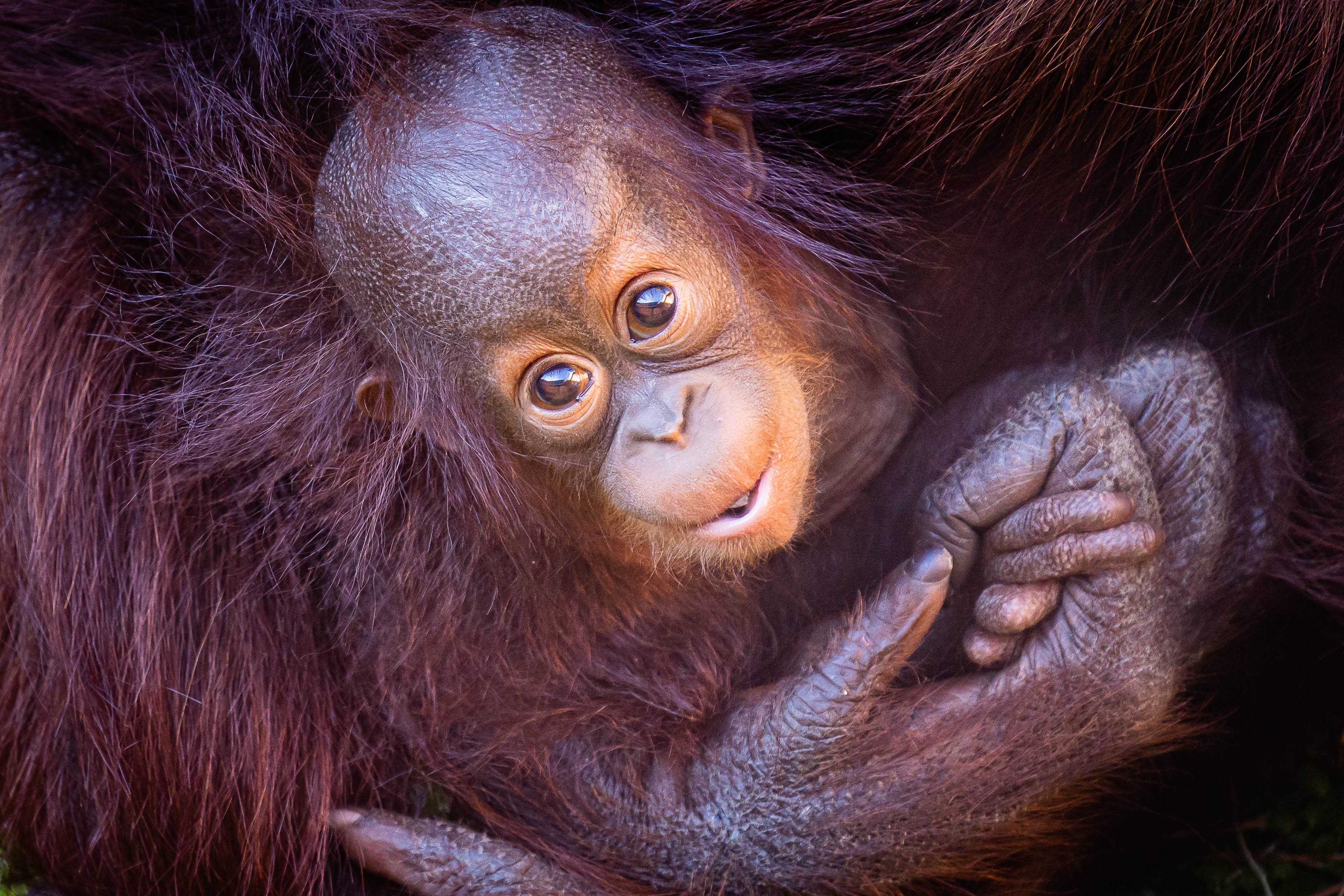
رضيع إنسان الغاب.

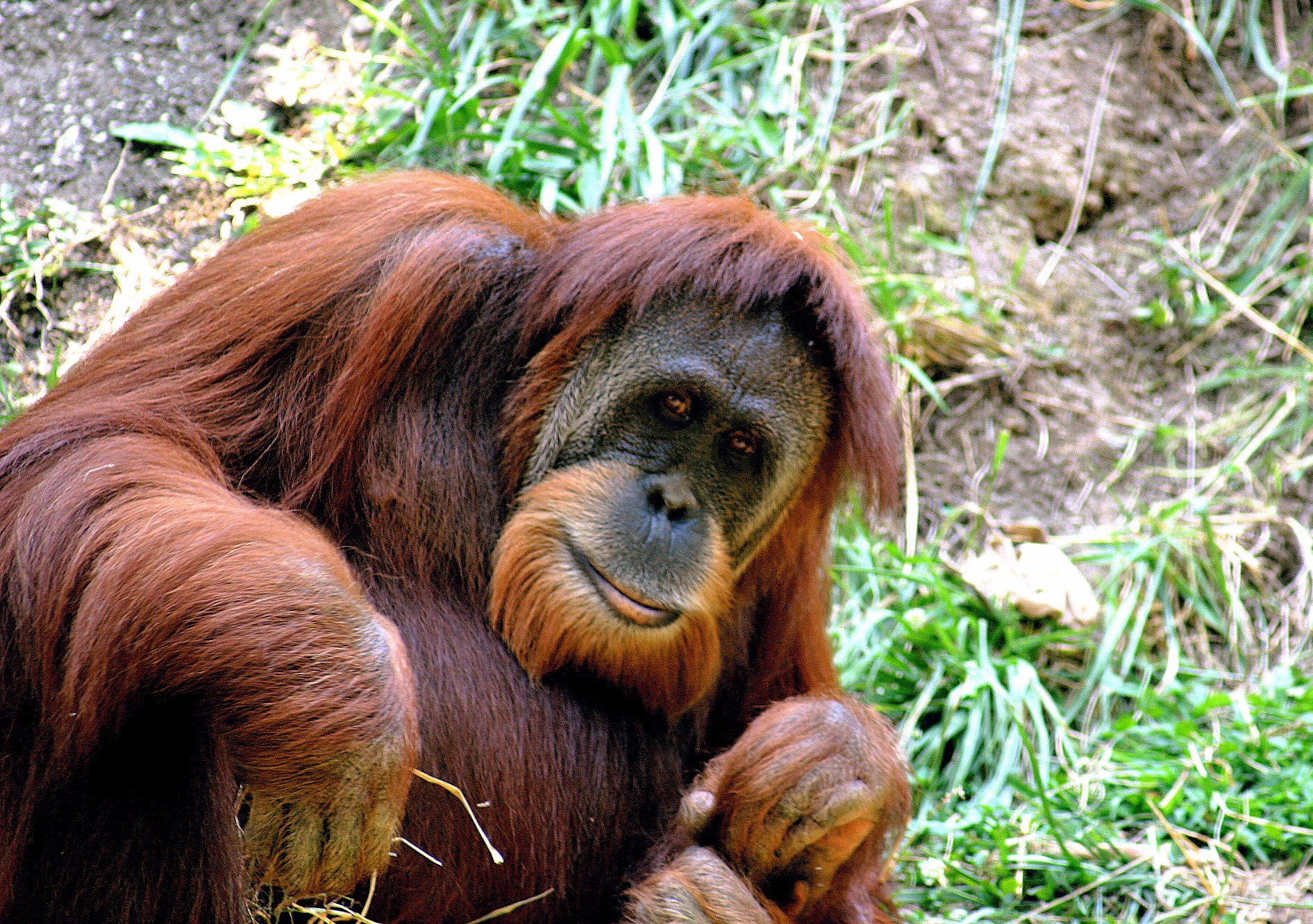
إنسان الغاب السومطري.

تظهر كلمة أورانغوتان في مجموعة متنوعة من المصادر القديمة في اللغة الجاوية القديمة . أقدمها هو كاكاوين رامايانا، وهو تكيف جافاني من القرن التاسع أو أوائل القرن العاشر للنسكريتية رامايانا . في هذه المصادر الجاوية القديمة ، تشير كلمة اورانجوتان إلى القردة فقط وليس إلى البشر الذين يعيشون في الغابات. لم تكن الكلمة في الأصل لغة جاوية ، لكنها استُعيرت من لغة مبكرة من لغة الملايو منذ ألف عام على الأقل. ومن هنا فإن الأصل النهائي لمصطلح "إنسان الغاب" الذي يشير إلى قرد بونجو كان على الأرجح الملايو القديمة .

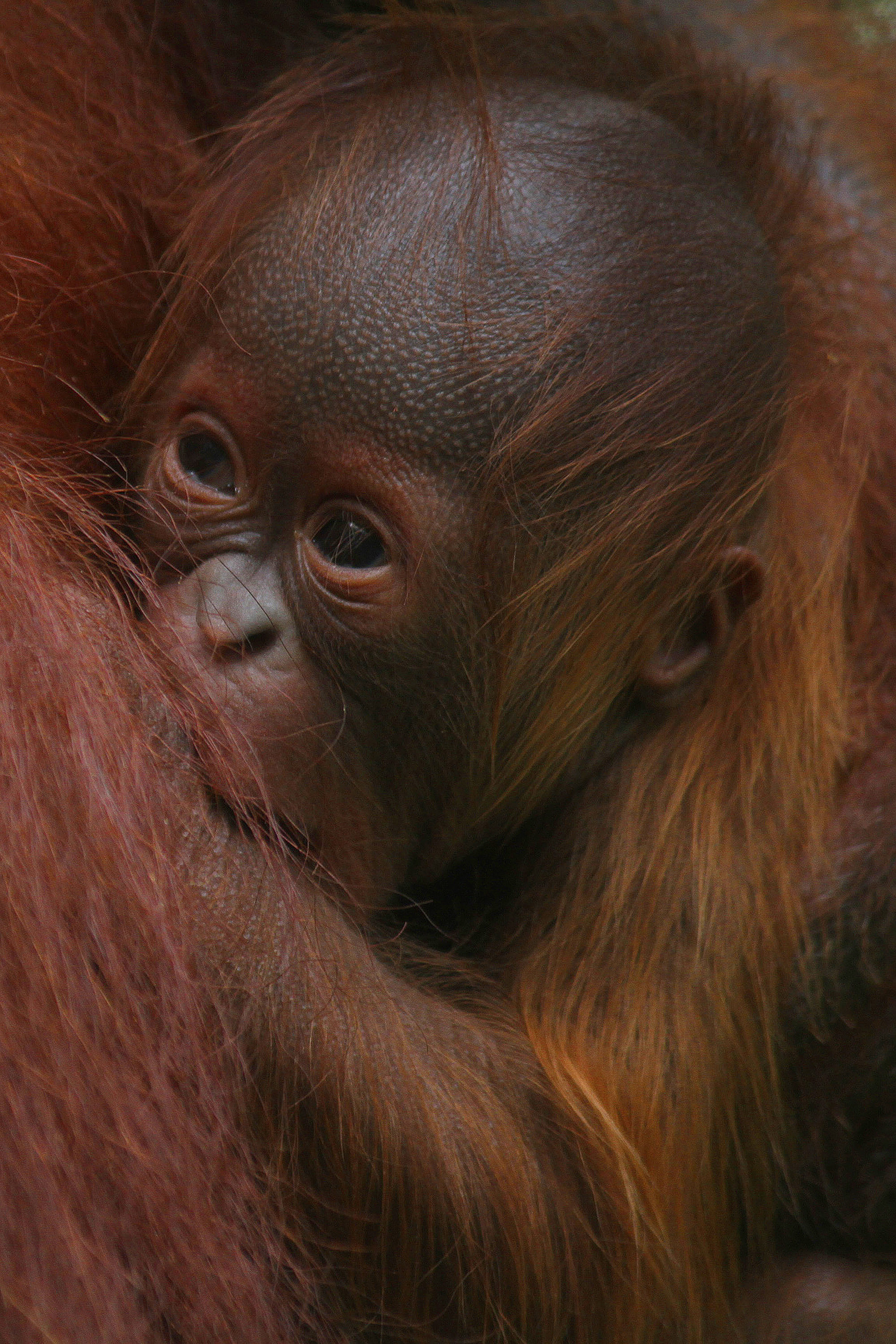
إنسان الغاب يحضن طفله.

في المصادر الغربية ، أول شهادة مطبوعة لكلمة القردة كانت للطبيب الهولندي جاكوبوس بونتيوس عام 1631. وذكر أن الملايين أبلغوه أن القرد يستطيع التحدث، لكنهم فضلوا عدم "خوفه من إجباره على العمل".  ظهرت الكلمة في العديد من أوصاف علم الحيوان الإندونيسي باللغة الألمانية في القرن السابع عشر. لقد قيل أن الكلمة تأتي على وجه التحديد من التنوع البنجاري للملايو، لكن عصر المصادر الجاوية القديمة المذكورة أعلاه يجعل الملايو القديمة أصلًا محتملًا للمصطلح. يشير كريب وزملاؤه (2014) إلى أن حساب بونتيوس لم يُشر إلى القرود (لأن هذا الوصف كان من جافا حيث لم تكن القردة معروفة) ولكن إلى البشر الذين يعانون من بعض الحالات الطبية الخطيرة (على الأرجح قماءة) وأن نيكولاس تولب ، الذي كان أول من استخدم المصطلح في منشور بعد عقد من الزمان ، قد أسيء فهم استخدامه للكلمة .
تم توثيق الكلمة باللغة الإنجليزية لأول مرة في عام 1693 من قبل الطبيب جون بولوير في شكل أورانج-اوتانج،  وتوجد المتغيرات التي تنتهي بـ -ng في العديد من اللغات. ظل هذا التهجئة (والنطق) قيد الاستخدام في اللغة الإنجليزية حتى الوقت الحاضر ولكن أصبح يعتبر غير صحيح .  تم أخذ فقدان "h" في utan والتحول من -ng إلى -n للإشارة إلى أن المصطلح دخل الإنجليزية من خلال البرتغالية.  تم توثيق المصطلح لأول مرة في لغة الملايو في عام 1840، ليس كاسم أصلي ولكن بالإشارة إلى الكيفية التي أطلق بها الإنجليز على الحيوان. تم استعارة كلمة "أوارنغوتان" في اللغة الماليزية والإندونيسية اليوم من الإنجليزية أو الهولندية في القرن العشرين - لتوضيح سبب فقدان الحرف الأول من "وتان" أيضًا.

## التصنيف والتطور

سلسلة تطور القرود والقردة العليا وفصيلة تحت الإنسانيات وأشباه البشر والجنس الإنساني ويظهر المكان الذي يحتله إنسان الغابة في شجرة التطور

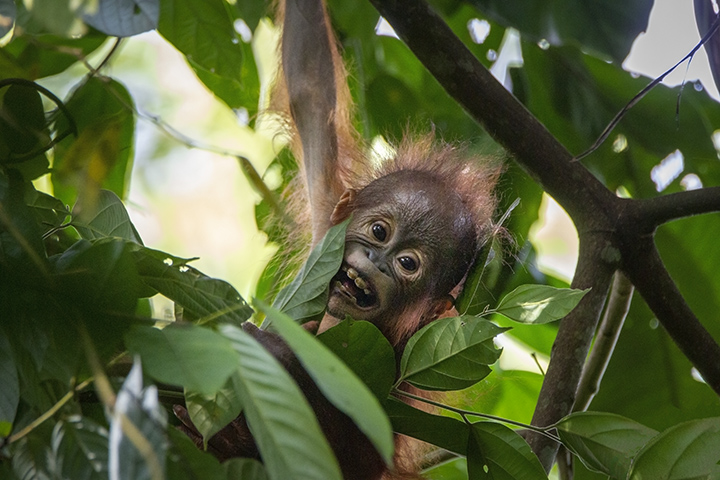
طفل إنسان الغاب.

تم وصف إنسان الغاب علميًا لأول مرة في عام 1758 من قبل كارل لينيوس باسم هومو تروجلودايتس.  تم تغيير اسمها إلى سيميا بيجاميوس في عام 1760 من قبل تلميذه كريستيان إيمانويل هوب وأطلق عليها اسم بونجو بواسطة لا سيبيدي في عام 1799.  تم اقتراح السكان في الجزيرتين ليكونا نوعين منفصلين عندما وصف إنسان الغاب السومطري من قبل عالم الطبيعة الفرنسي رينايه ليسون في عام 1827. في عام 2001 ، تم تأكيده كنوع كامل استنادًا إلى الأدلة الجزيئية المنشورة في عام 1996، وتم رفع ثلاثة مجموعات متميزة في بورنيو إلى نوع فرعي (إنسان الغاب البورنوي، إنسان الغاب البورونوي في شمال شرق بورنيو (موريو) و وإنسان الغاب البورنيوي في ورمبي).  جاء الوصف في عام 2017 لنوع ثالث، إنسان الغاب التابانولي، من سومطرة جنوب بحيرة توبا، مع تطور مفاجئ: فهو يرتبط ارتباطًا وثيقًا بأنواع بورني، إنسان الغاب البورنوي أكثر من زملائه من الأنواع السومطرية.
سُلسل جينوم إنسان الغاب السومطري في يناير 2011. بعد البشر والشمبانزي، أصبح إنسان الغاب السومطري ثالث نوع من القردة العليا يُسلسل جينومه. بعد ذلك، سلسل جينوم الأنواع البورنية. يتميز إنسان الغاب البورنيوي بتنوع وراثي أقل من تلك الموجودة في سومطرة.
يأمل الباحثون أن تساعد هذه البيانات دعاة الحفاظ على البيئة في الحفاظ على هذا القرد المهدد بالانقراض، بالإضافة إلى معرفة المزيد عن الأمراض الوراثية البشرية. على غرار الغوريلا والشمبانزي، يمتلك إنسان الغاب 48 الكروموسومات ثنائية الصبغيات، على عكس البشر، التي لديها 46.

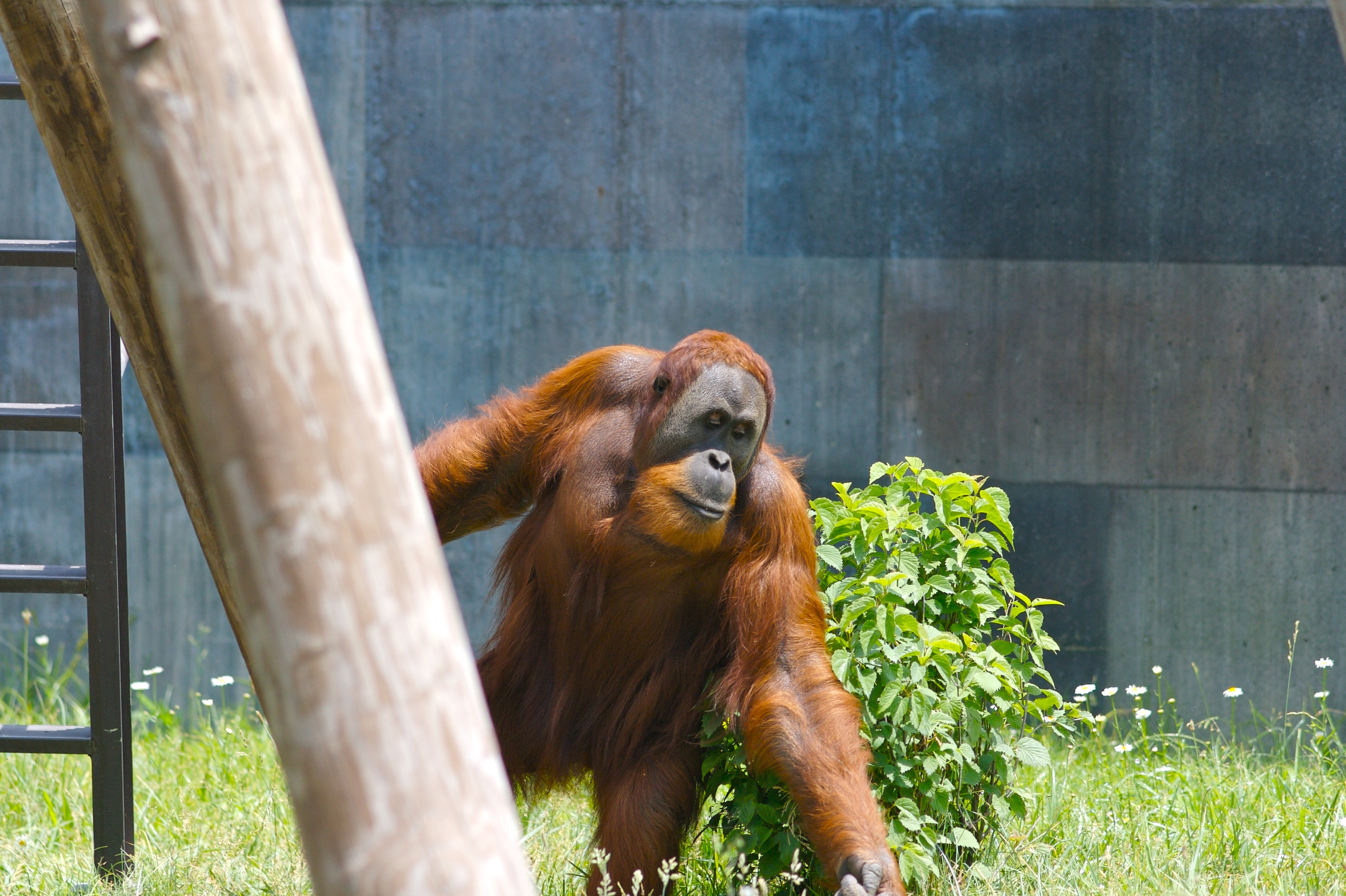
إنسان الغاب السومطري.

وفقًا للأدلة الجزيئية ، داخل القردة العليا، تباعدت الغيبونات خلال العصر الميوسيني المبكر بين 24.1 و 19.7 مليون سنة مضت، وانفصل إنسان الغاب عن سلالة القردة العليا الأفريقية بين 19.3 و 15.7 مليون سنة. قدر إسرافيل وزملاؤه عام 2011 استنادًا إلى مواقع الميتوكندريون، والمرتبط بـY، والمرتبط بـX، أن نوعي سومطرة وبورنيو تباعدا 4.9 إلى 2.9 مليون سنة على النقيض من ذلك، اقترحت دراسة الجينوم لعام 2011 أن هذين النوعين تباعدا مؤخرًا منذ حوالي 400 ألف عام. ووجدت الدراسة أيضًا أن إنسان الغاب قد تطور بوتيرة أبطأ من كل من الشمبانزي والبشر. وجدت دراسة الجينوم لعام 2017 أن إنسان الغاب البورنيوي وإنسان الغاب التابانولي قد تباعد عن إنسان الغاب السومطري بنحو 3.4 مليون سنة، وعن بعضهما البعض حوالي 2.4 مليون سنة. منذ ملايين السنين، سافر إنسان الغاب من آسيا القارية إلى سومطرة ثم بورنيو حيث كانت الجزر متصلة بجسور برية خلال الفترات الجليدية الأخيرة عندما كان مستوى سطح البحر أقل بكثير. يُعتقد أن النطاق الحالي لإنسان الغاب التابانولي قريب من المكان الذي دخل فيه أسلاف إنسان الغاب لأول مرة ما يُعرف الآن بإندونيسيا من البر الرئيسي لآسيا.

## الخصائص

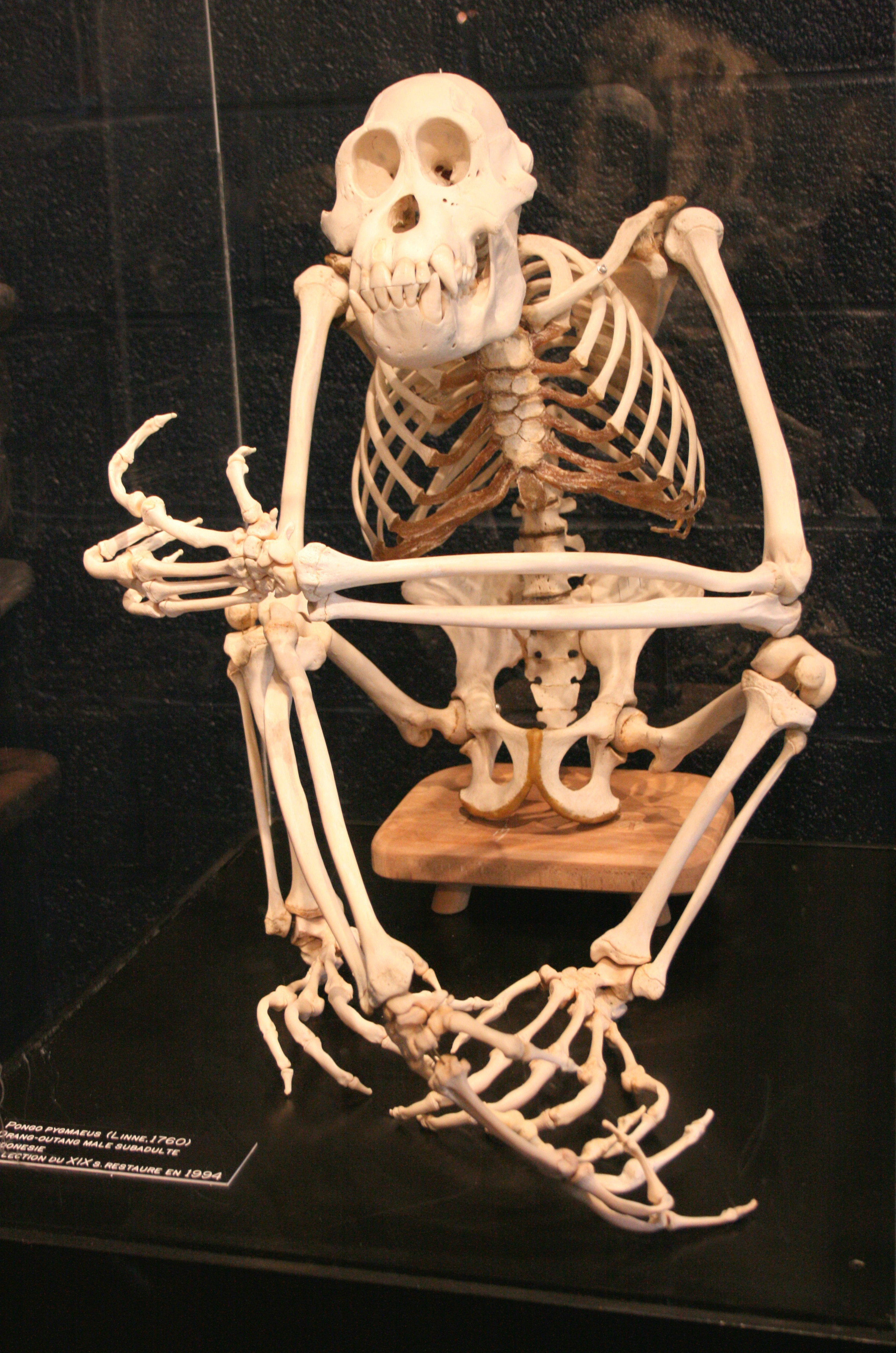
هيكل عظمي لإنسان الغاب البورنوي سوبادولت.

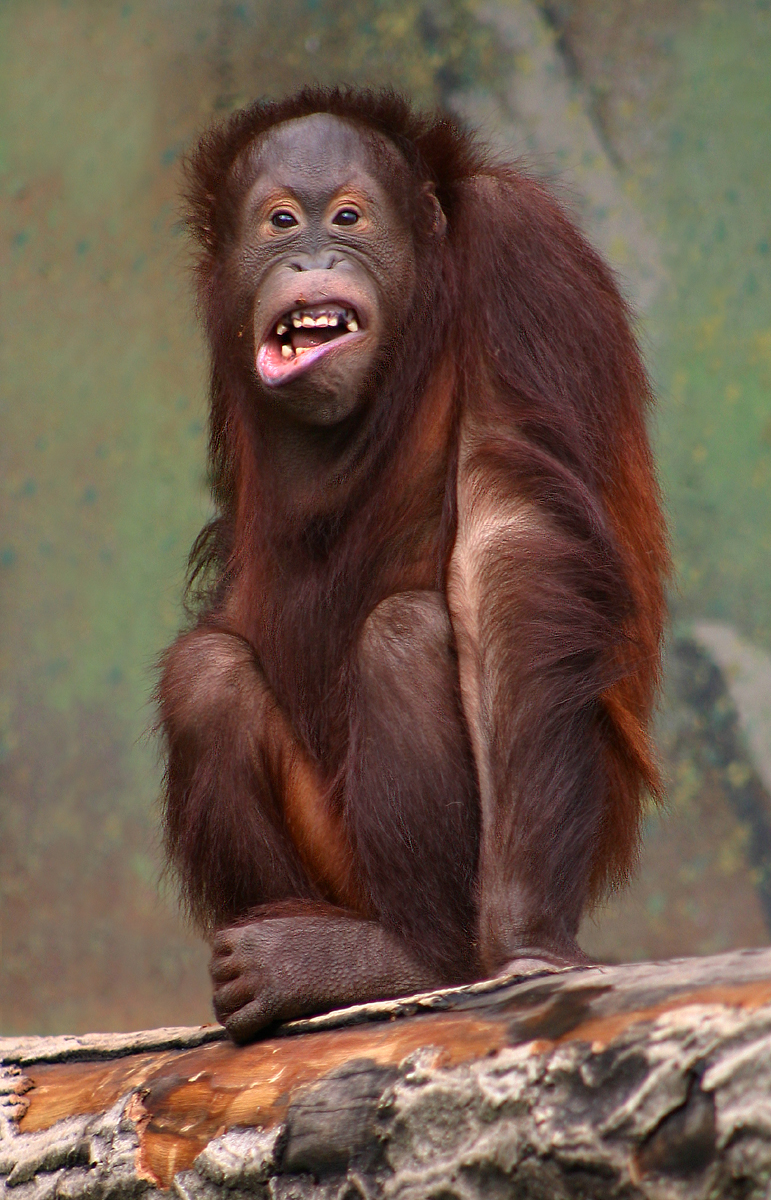
إنسان الغاب في حديقة حيوان ألبورج، الدنمارك.

يُظهر إنسان الغاب مثنوية الشكل الجنسية بشكل كبير؛ يبلغ طول الإناث 115 سم (3 قدم 9 بوصات) وتزن حوالي 37 كجم (82 رطلاً) ، بينما يبلغ طول الذكور البالغين 137 سم (4 قدم 6 بوصات) ويزن 75 كجم (165 رطلاً). بالمقارنة مع البشر، لديهم أذرع طويلة نسبيًا، ورجل إنسان الغاب يبلغ طول ذراعه حوالي 2 متر (6.6 قدم)، وأرجل قصيرة. وهي مغطاة بشعر طويل محمر يبدأ برتقالي لامع ويصبح داكنًا إلى كستنائي أو شوكولاتة مع تقدم العمر، بينما يكون الجلد رماديًا أسود. على الرغم من أن وجوه الرجال خالية من الشعر إلى حد كبير، إلا أنها يمكن أن تنمو بعض الشعر، مما يمنحهم لحية.
لدى إنسان الغاب آذان وأنوف صغيرة. الآذان غير مفصصة. متوسط حجم باطن الجمجمة 397 سم 3. الجمجمة مرتفعة بالنسبة للوجه ، وهي منحنية ومنبهة. بالمقارنة مع الشمبانزي والغوريلا، فإن حافة الحاجب لإنسان الغاب متخلفة.  للإناث والأحداث جماجم دائرية نسبيًا ووجوه رقيقة بينما الذكور الناضجة لديهم قمة سهمي بارزة، وخدود أو حواف كبيرة،  وأكياس حلق واسعة وأنياب طويلة. تصنع ضمادات الخد في الغالب من أنسجة دهنية وتدعمها عضلات الوجه.  تعمل أكياس الحلق كغرف رنين لإجراء مكالمات طويلة.
تحتوي أيدي إنسان الغاب على أربعة أصابع طويلة ولكن إبهامًا معاكسًا أقصر بشكل كبير من أجل قبضة قوية على الفروع أثناء انتقالها عالياً في الأشجار. تكوين راحة الأصابع منحني، مما يخلق قبضة خطافية معلقة. مع إبعاد الإبهام عن الطريق، يمكن للأصابع (واليدين) أن تمسك بأمان حول الأشياء ذات القطر الصغير عن طريق إراحة الجزء العلوي من الأصابع مقابل الجزء الداخلي من راحة اليد، وبالتالي إنشاء قبضة مزدوجة القفل. أقدامهم لها أربعة أصابع طويلة وإصبع كبير متقابل ، مما يمنحهم مهارة تشبه اليد. تسمح مفاصل الورك أيضًا بتدوير أرجلهم بشكل مشابه لذراعهم وأكتافهم.
يتحرك إنسان الغاب عبر الأشجار عن طريق التسلق العمودي والتعليق . بالمقارنة مع القردة العليا الأخرى، نادرًا ما ينزلون إلى الأرض حيث يكونون أكثر تعقيدًا. على عكس الغوريلا والشمبانزي، فإن إنسان الغاب ليس مشيًا حقيقيًا للمفاصل، وبدلاً من ذلك ينحني أصابعه ويمشي على جانبي أيديهم وأقدامهم.
بالمقارنة مع أقاربهم في بورنيو ، فإن إنسان الغاب السومطري أكثر رشاقة مع شعر شاحب أطول ووجه أطول. تشبه إنسان الغاب تابانولي إنسان الغاب السومطري أكثر من إنسان الغاب البورني في بنية الجسم ولون الشعر. لديهم شعر أشعث وجماجم أصغر ووجوه أكثر انبساطًا من النوعين الآخرين.

## سجل الحفريات

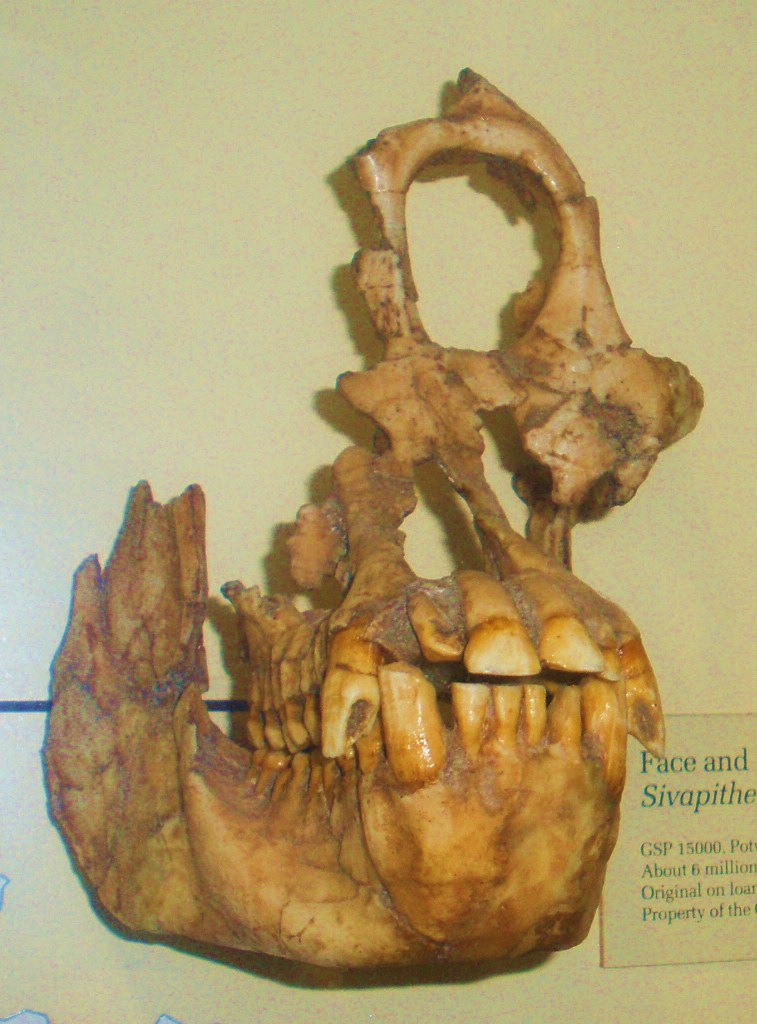
جمجمة أحفورية لـ سيفابيثيكوس سيفالينسيس، أحد أقارب إنسان الغاب المنقرض

الأنواع الثلاثة من إنسان الغاب هي الأعضاء الوحيدون الموجودون في الفصيلة الفرعية بونجو. تشمل هذه الفصيلة الفرعية أيضًا القردة المنقرضة مثل لوفينجبيثيكوس، والتي حدثت في 8-2  مليون سنة مضت في جنوب الصين وتايلاند. إندوبيثكس، الذين عاشوا في الهند من 9.2 إلى 8.6 مليون سنة. و سيفابيثيكوس، التي عاشت في الهند وباكستان من 12.5 حتى 8.5 مليون سنة مضت. من المحتمل أن هذه الحيوانات عاشت في بيئات أكثر جفافاً وبرودة مما تعيشه إنسان الغاب اليوم. خوراتبيثيكوس بيرياي، الذي عاش من 5 إلى 7 م.يا في تايلاند، يُعتقد أنه أقرب قريب معروف لإنسان الغاب الذي يعيش ويقطن بيئات مماثلة.  أكبر الرئيسيات المعروفة ، جيجانتوبيثيكوس، كان أيضًا نوعاً في فصيلة بونجو وعاش في الصين، من 2 إلى 300000 سنة مضت.

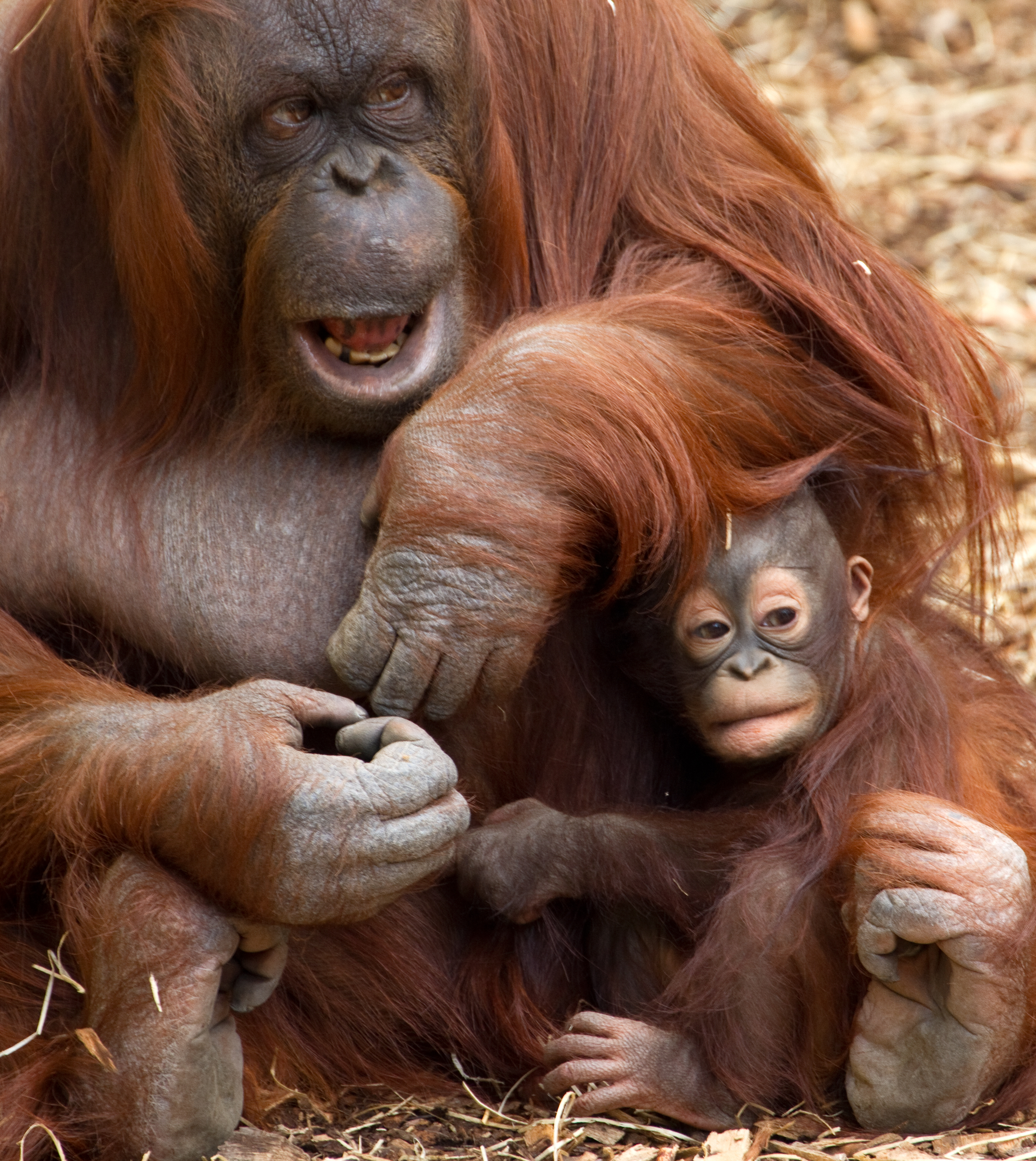
إنسان الغاب وإبنه.

أقدم سجل معروف لبونغو هو من العصر الجليدي المبكر لتشونغزو، ويتألف من أسنان تُنسب إلى الأنواع المنقرضة إنسان غاب ويدينريشي.  تم العثور على بونجو كجزء من المجمع الحيواني في مجمع كهوف العصر الجليدي في فيتنام، جنبًا إلى جنب مع جيجانوبيثكس، على الرغم من أنه معروف فقط من الأسنان. تم العثور على بعض الأحافير الموصوفة تحت اسم إنسان غاب هووجيري في فيتنام ، وتم وصف العديد من الأنواع الفرعية الأحفورية من أجزاء عديدة من جنوب شرق آسيا. ومن غير الواضح ما إذا كانت تنتمي إلى إنسان الغاب البورنيوي أو إنسان الغاب السومطري، في الواقع، تمثل أنواعًا متميزة.  خلال العصر الجليدي، كان نطاق البونجو أكثر اتساعًا مما هو عليه الآن، حيث امتد في جميع أنحاء صند لاند وهي منطقة جغرافية حيوية في جنوب شرق آسيا والبر الرئيسي لجنوب شرق آسيا وجنوب الصين. تُعرف أسنان إنسان الغاب من شبه جزيرة ماليزيا التي يعود تاريخها إلى 60،000 سنة مضت. أصغر بقايا من جنوب الصين، وهي أسنان مخصصة لـ إنسان غاب ويدينريشي، يعود تاريخها إلى ما بين 66 و 57000 سنة مضت.  تقلص نطاق إنسان الغاب بشكل كبير بحلول نهاية العصر الجليدي، على الأرجح بسبب انخفاض موائل الغابات خلال العصر الجليدي الأخير الأقصي على الرغم من أنهم ربما نجوا في الهولوسين في كمبوديا وفيتنام.